# Wairakite
La wairakite è un minerale.